# スクイーズド状態
スクイーズド状態（スクイーズドじょうたい）とは、量子雑音を圧搾した状態のこと。

## 定義
スクイーズド状態は、コヒーレント状態{\displaystyle |\alpha \rangle }にスクイーズ演算子{\displaystyle {\hat {S}}(\zeta )}と呼ばれるユニタリー演算子を作用させた状態として定義される。これはコヒーレントスクイーズド状態とも呼ばれる。あるいは量子光学などでは直交位相スクイーズド状態とも呼ばれる

。
{\displaystyle |\alpha :\zeta \rangle ={\hat {S}}(\zeta ){\hat {D}}(\alpha )|0\rangle }
{\displaystyle {\hat {S}}(\zeta )\equiv \exp {\bigg [}{\frac {\zeta ^{*}{\hat {a}}^{2}-\zeta ({\hat {a}}^{\dagger })^{2}}{2}}{\bigg ]}}
ここで{\displaystyle \zeta }は複素数（{\displaystyle \zeta =re^{i\phi }}）であり、後述の直交位相振幅をどの位相角でどの程度スクイーズさせるかを表す。{\displaystyle r}と{\displaystyle \phi }（または{\displaystyle \zeta }）は、スクイーズされるコヒーレント状態を表す{\displaystyle \alpha }（={\displaystyle {\hat {a}}}の固有値）とともに、そのスクイーズド状態を特徴づける。
あるいは真空スクイーズド状態{\displaystyle {\hat {S}}(\zeta )|0\rangle }に変位演算子{\displaystyle {\hat {D}}(\alpha )}を作用させた状態として定義される場合もある。
{\displaystyle |\alpha :\zeta \rangle ={\hat {D}}(\alpha ){\hat {S}}(\zeta )|0\rangle }
ただしスクイーズ演算子と変位演算子は可換ではないため、これら2つのスクイーズド状態は異なることに注意。
またスクイーズド状態は、生成消滅演算子{\displaystyle {\hat {a}}}、{\displaystyle {\hat {a}}^{\dagger }}を以下のように混合する変換（線形正準変換）
{\displaystyle {\hat {b}}\equiv \mu {\hat {a}}+\nu {\hat {a}}^{\dagger }}
{\displaystyle {\hat {b}}^{\dagger }\equiv \mu ^{*}{\hat {a}}^{\dagger }+\nu ^{*}{\hat {a}}}
で得られる演算子{\displaystyle {\hat {b}}}の固有状態{\displaystyle |\beta :\mu ,\nu \rangle }として得ることができる。
{\displaystyle {\hat {b}}|\beta :\mu ,\nu \rangle =\beta |\beta :\mu ,\nu \rangle }
ただし
{\displaystyle \mu =\cosh r}
{\displaystyle \nu =\sinh re^{-2i\phi }}
{\displaystyle |\mu |^{2}-|\nu |^{2}=1}
いずれにしてもスクイーズド状態は3つの量で指定される。この演算子{\displaystyle {\hat {b}}}、{\displaystyle {\hat {b}}^{\dagger }}は生成消滅演算子と同様に以下の交換関係を満たす。
{\displaystyle [{\hat {b}},{\hat {b}}^{\dagger }]=1}
スクイーズド状態の直交性や完全性の性質は、コヒーレント状態と同じである。すなわち非直交であり、過剰完全である。

## 真空スクイーズド状態
真空スクイーズド状態{\displaystyle |r,\phi \rangle \equiv {\hat {S}}(r,\phi )|0\rangle }を粒子数状態{\displaystyle |n\rangle }で表すと以下のようになる。
{\displaystyle |r,\phi \rangle ={\frac {1}{\sqrt {\cosh r}}}\sum _{n}{\bigg (}{\frac {-\tanh re^{-2i\phi }}{2}}{\bigg )}^{n}{\frac {\sqrt {(2n)!}}{n!}}|2n\rangle }
よって{\displaystyle |r,\phi \rangle }は粒子対のコヒーレントな重ね合わせになっていることがわかる。
真空スクイーズド状態の粒子数は
{\displaystyle N_{r}=(\sinh r)^{2}}
となり、{\displaystyle r}が大きくなると粒子数も増加する。また、
{\displaystyle |\langle 0|r,\phi \rangle |^{2}={\frac {1}{\cosh r}}=\exp {\bigg [}-{\frac {1}{2}}\log(1+N_{r}){\bigg ]}\leq 1}
であることから、{\displaystyle r}が大きくなり粒子数が増加すると真空状態との重なりが小さくなる。

## 直交位相振幅
生成消滅演算子を以下のように実部と虚部に分ける。
{\displaystyle {\hat {a}}={\hat {a}}_{1}+i{\hat {a}}_{2}}
{\displaystyle {\hat {a}}^{\dagger }={\hat {a}}_{1}-i{\hat {a}}_{2}}
この{\displaystyle {\hat {a}}_{1}}と{\displaystyle {\hat {a}}_{2}}を直交位相成分と呼び、これらは交換関係{\displaystyle [{\hat {a}}_{1},{\hat {a}}_{2}]=i/2}を満たすエルミート演算子である。
スクイーズド状態における直交位相振幅の平均値は以下のようになる。
{\displaystyle \langle {\hat {a}}_{1}\rangle =Re[\alpha \cosh 2r-\alpha ^{*}e^{i\phi }\sinh 2r]}
{\displaystyle \langle {\hat {a}}_{2}\rangle =Im[\alpha \cosh 2r-\alpha ^{*}e^{i\phi }\sinh 2r]}
直交位相振幅の分散については、{\displaystyle \phi =0}のとき、
{\displaystyle \langle (\Delta {\hat {a}}_{1})^{2}\rangle ={\frac {e^{-2r}}{4}}}
{\displaystyle \langle (\Delta {\hat {a}}_{2})^{2}\rangle ={\frac {e^{2r}}{4}}}
また{\displaystyle \phi =\pi /2}のときは、
{\displaystyle \langle (\Delta {\hat {a}}_{1})^{2}\rangle ={\frac {e^{2r}}{4}}}
{\displaystyle \langle (\Delta {\hat {a}}_{2})^{2}\rangle ={\frac {e^{-2r}}{4}}}
よってコヒーレント状態の分散{\displaystyle \langle (\Delta {\hat {a}}_{1})^{2}\rangle =\langle (\Delta {\hat {a}}_{2})^{2}\rangle =1/4}から{\displaystyle e^{2r}}倍、{\displaystyle e^{-2r}}倍にスクイーズされている。しかしそれでもなお、常に{\displaystyle \langle (\Delta {\hat {a}}_{1})^{2}\rangle \cdot \langle (\Delta {\hat {a}}_{2})^{2}\rangle =1/16}の最小不確定状態にあることがわかる。